# Órbita circular

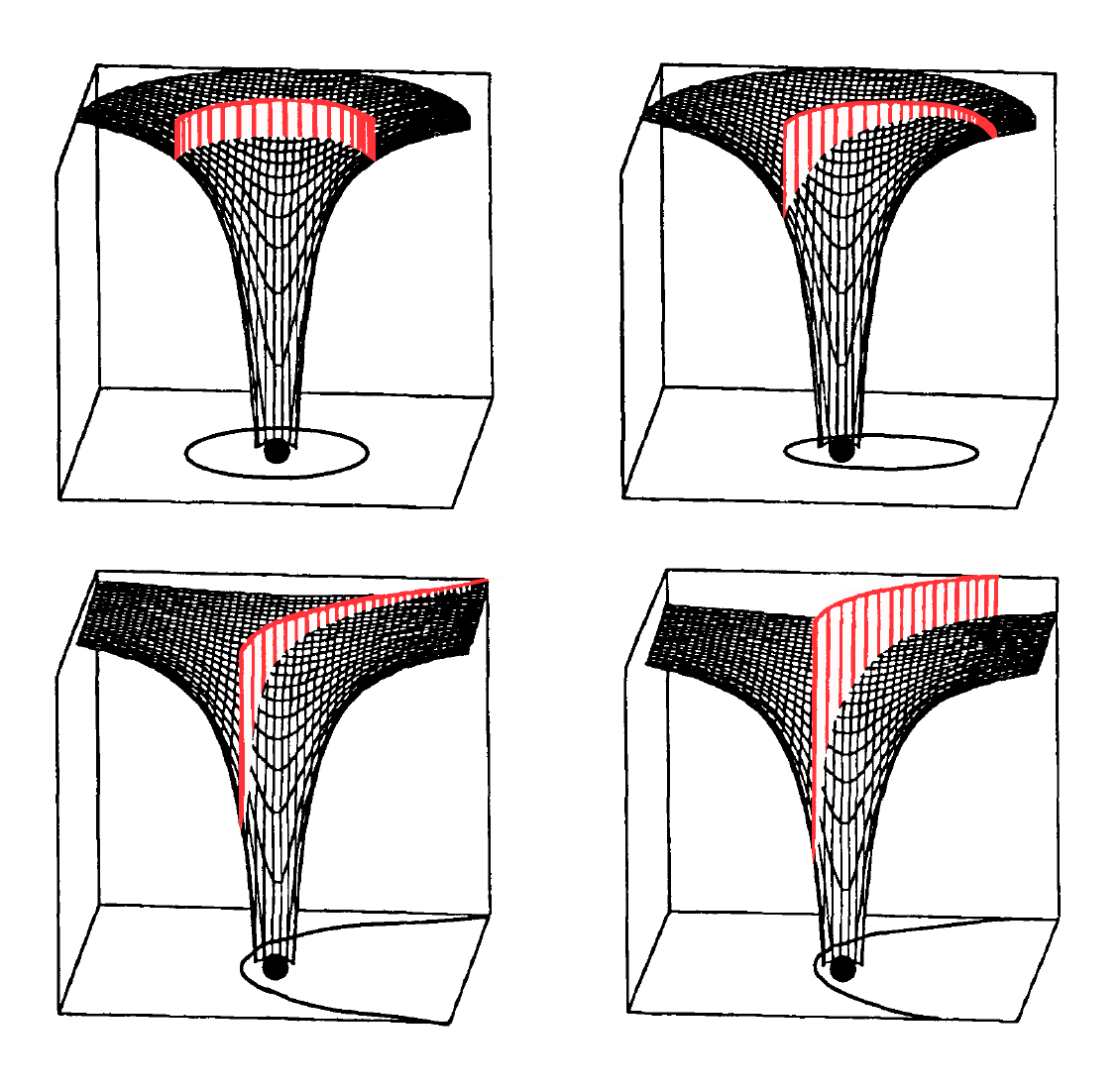
En el cuadrante superior izquierdo del diagrama se representa una órbita circular. El pozo de potencial gravitatorio de la masa central en color negro representa la energía potencial, mientras que la energía cinética correspondiente a la velocidad orbital se muestra en rojo. El valor de la energía cinética (y por lo tanto, la altura del gráfico rojo) permanece constante a través de la órbita circular de velocidad constante.

Una órbita circular en un sistema de fuerzas gravitatorias es una trayectoria con una distancia fija alrededor del baricentro, es decir, con la forma de una circunferencia.
Para los cálculos siguientes, se considera la órbita circular de acuerdo con los principios de la astrodinámica bajo los supuestos habituales. Así, la fuerza centrípeta es la atracción gravitacional, y el punto mencionado anteriormente es la intersección del plano del movimiento con la recta perpendicular al propio plano del movimiento que atraviesa el centro de la masa principal.
En este caso, no solo la distancia, sino también la velocidad, la velocidad angular, el potencial y la energía cinética son constantes. No hay periápside o apoápside. Esta órbita no tiene una versión radial (véase trayectoria radial).

## Aceleración circular
La aceleración transversal (perpendicular a la velocidad) causa cambios en la dirección. Si es constante en magnitud y cambia de dirección con la velocidad, se obtiene un movimiento circular. Para esta aceleración se tiene que
{\displaystyle a\,={\frac {v^{2}}{r}}\,={\omega ^{2}}{r}}
donde:
- {\displaystyle v\,} es la velocidad orbital del cuerpo en órbita,
- {\displaystyle r\,} es el radio del círculo,
- {\displaystyle \omega \ } es la velocidad angular, medida en radianes por unidad de tiempo.

La fórmula es adimensional. Describe una relación que se cumple para todas las unidades de medida aplicadas uniformemente a través de la fórmula. Si el valor numérico de {\displaystyle \mathbf {a} } se mide en metros por segundo al cuadrado, los valores numéricos para {\displaystyle v\,} serán en metros por segundo, {\displaystyle r\,} en metros y {\displaystyle \omega \ } en radianes por segundo.

## Velocidad
La velocidad relativa es constante:
{\displaystyle v={\sqrt {GM\! \over {r}}}={\sqrt {\mu  \over {r}}}}
donde:
- G es la constante de gravitación universal
- M es la masa de ambos cuerpos en órbita (M1 + M2), aunque en la práctica común, si la masa mayor es significativamente mayor, a menudo se ignora la masa menor, con un cambio mínimo en el resultado.
- {\displaystyle \scriptstyle \mu =GM\,} es el parámetro gravitacional estándar.

## Ecuación del movimiento
La ecuación orbital en coordenadas polares, que en general establece r en función de θ, se reduce a: 
{\displaystyle r={{h^{2}} \over {\mu }}}
donde:
- {\displaystyle h=rv} es momento angular relativo específico del cuerpo en órbita.

Esto es porque {\displaystyle \mu =rv^{2}}

## Velocidad angular y período orbital
{\displaystyle \omega ^{2}r^{3}=\mu }
Por lo tanto, el período orbital ({\displaystyle T\,\!}) se puede calcular como:
{\displaystyle T=2\pi {\sqrt {r^{3} \over {\mu }}}}
Comparadas dos cantidades proporcionales, el tiempo de caída libre (tiempo de caída de una masa desde un punto en reposo)
{\displaystyle T_{ff}={\frac {\pi }{2{\sqrt {2}}}}{\sqrt {r^{3} \over {\mu }}}} (17.7% del periodo orbital en una órbita circular)
y el tiempo de caída de un punto material desde el reposo en una órbita parabólica radial
{\displaystyle T_{par}={\frac {\sqrt {2}}{3}}{\sqrt {r^{3} \over {\mu }}}} (7.5% del periodo orbital en una órbita circular)
El hecho de que las fórmulas solo difieran por un factor constante es a priori un caso claro de análisis dimensional.

## Energía
La energía orbital específica ({\displaystyle \epsilon \,}) es negativa, y
{\displaystyle {v^{2} \over {2}}=-\epsilon }
{\displaystyle -{\mu  \over {r}}=2\epsilon }
Por lo tanto, el teorema del virial se aplica incluso sin tomar un promedio de tiempo:
- La energía cinética del sistema es igual al valor absoluto de la energía total
- La energía potencial del sistema es igual al doble de la energía total

La velocidad de escape desde cualquier distancia es √2 veces la velocidad en una órbita circular a esa distancia: la energía cinética es el doble, y por lo tanto, la energía total es cero.

## Delta-v para alcanzar una órbita circular
Maniobrar hacia una gran órbita circular (como una órbita geoestacionaria), requiere un delta-v más grande que una órbita de escape, aunque esta última implica alejarse arbitrariamente y tener más energía de la necesaria para adquirir la velocidad orbital de la órbita circular. También es una cuestión de maniobrar la ubicación en la órbita. (Véase también órbita de transferencia de Hohmann).

## Velocidad orbital en la relatividad general
En la métrica de Schwarzschild, la velocidad orbital de una órbita circular con radio {\displaystyle r} viene dada por la siguiente fórmula:
{\displaystyle v={\sqrt {\frac {GM}{r-r_{S}}}}}
donde {\displaystyle \scriptstyle r_{S}={\frac {2GM}{c^{2}}}} es el radio de Schwarzschild del cuerpo central.

### Deducción
Por razones de conveniencia, la deducción se escribirá en unidades en las que {\displaystyle \scriptstyle c=G=1}.
La cuadrivelocidad de un cuerpo en una órbita circular viene dada por:
{\displaystyle u^{\mu }=({\dot {t}},0,0,{\dot {\phi }})}
({\displaystyle \scriptstyle r} es constante en una órbita circular, y las coordenadas se pueden elegir de modo que {\displaystyle \scriptstyle \theta ={\frac {\pi }{2}}}). El punto sobre una variable denota la derivada con respecto al tiempo propio.{\displaystyle \scriptstyle \tau }
Para una partícula masiva, los componentes de la cuadrivelocidad satisfacen la siguiente ecuación:
{\displaystyle \left(1-{\frac {2M}{r}}\right){\dot {t}}^{2}-r^{2}{\dot {\phi }}^{2}=1}
Usando la ecuación geodésica:
{\displaystyle {\ddot {x}}^{\mu }+\Gamma _{\nu \sigma }^{\mu }{\dot {x}}^{\nu }{\dot {x}}^{\sigma }=0}
La única ecuación no trivial es la de {\displaystyle \scriptstyle \mu =r}. Esto da:
{\displaystyle {\frac {M}{r^{2}}}\left(1-{\frac {2M}{r}}\right){\dot {t}}^{2}-r\left(1-{\frac {2M}{r}}\right){\dot {\phi }}^{2}=0}
De donde se obtiene:
{\displaystyle {\dot {\phi }}^{2}={\frac {M}{r^{3}}}{\dot {t}}^{2}}
Sustituyendo este resultado en la ecuación para una partícula masiva da:
{\displaystyle \left(1-{\frac {2M}{r}}\right){\dot {t}}^{2}-{\frac {M}{r}}{\dot {t}}^{2}=1}
Y por lo tanto:
{\displaystyle {\dot {t}}^{2}={\frac {r}{r-3M}}}
Supóngase que se tiene un observador situado en el radio {\displaystyle \scriptstyle r}, que no se mueve con respecto al cuerpo central, es decir, su cuadrivelocidad es proporcional al vector {\displaystyle \scriptstyle \partial _{t}}. La condición de normalización implica que es igual a:
{\displaystyle v^{\mu }=\left({\sqrt {\frac {r}{r-2M}}},0,0,0\right)}
El producto escalar de la cuadrivelocidad del observador y del cuerpo en órbita es igual al factor gamma para el cuerpo en órbita relativo al observador, y por lo tanto:
{\displaystyle \gamma =g_{\mu \nu }u^{\mu }v^{\nu }=\left(1-{\frac {2M}{r}}\right){\sqrt {\frac {r}{r-3M}}}{\sqrt {\frac {r}{r-2M}}}={\sqrt {\frac {r-2M}{r-3M}}}}
Esto resulta en la expresión de la velocidad:
{\displaystyle v={\sqrt {\frac {M}{r-2M}}}}
O, en unidades del SI:
{\displaystyle v={\sqrt {\frac {GM}{r-r_{S}}}}}